# Petlikowce Nowe
Petlikowce Nowe (ukr. Нові Петликівці, Nowi Petłykiwci) – wieś na Ukrainie, w obwodzie tarnopolskim, w rejonie czortkowskim.

## Historia
Juliusz Leopold Franciszek Korytowski w 1865 zaślubił Wandę z Młockich, właścicielkę dóbr ziemskich Petlikowce Nowe, Bielawińce, Kurdwanówka, Petlikowce Stare, córkę Franciszka i Sabiny z Dziokowskich herbu Trąby z odmianą.
Po zakończeniu I wojny światowej, od listopada 1918 roku do lata 1919 Petlikowce Nowe znajdowały się w Zachodnioukraińskiej Republice Ludowej. 
W II Rzeczypospolitej miejscowość wchodziła w skład gminy Petlikowice Stare w powiecie buczackim województwa tarnopolskiego.
W 1931 r. wieś liczyła 1116 mieszkańców, wśród których Polacy stanowili połowę. W 1944 r. nacjonaliści ukraińscy z OUN-UPA zamordowali 12 Polaków.
W czasie okupacji niemieckiej mieszkająca tutaj ukraińska rodzina Baranów ukrywała Żydów. W 2001 roku Instytut Jad Waszem uhonorował za to tytułami Sprawiedliwych wśród Narodów Świata Illę, Mariję, Hryhorija, Mychajła i Ahafię Baranów.
Od 24 grudnia 1986  wieś jest siedzibą rady wiejskiej.